# Kronika Polski i Świata
Kronika Polska i Świata, Ilustrowane Pismo Tygodniowe – tygodnik wydawany w Warszawie w latach 1938–1939. Pierwszy numer ukazał się 16 stycznia 1938 roku. Wydawcą był Bolesław Biega, a potem Spółdzielnia Wydawnicza „Zjednoczenie” Sp. z o.o. Redaktorami naczelnymi byli: Zygmunt Ipohorski, Stanisław Czajkowski i Stanisław Strzetelski.
W tygodniku publikowali swe teksty i prace, między innymi, Stanisław Stroński, Stanisław Strzetelski, Jerzy Zaruba, Alfred Łaszowski.